# HR 5553

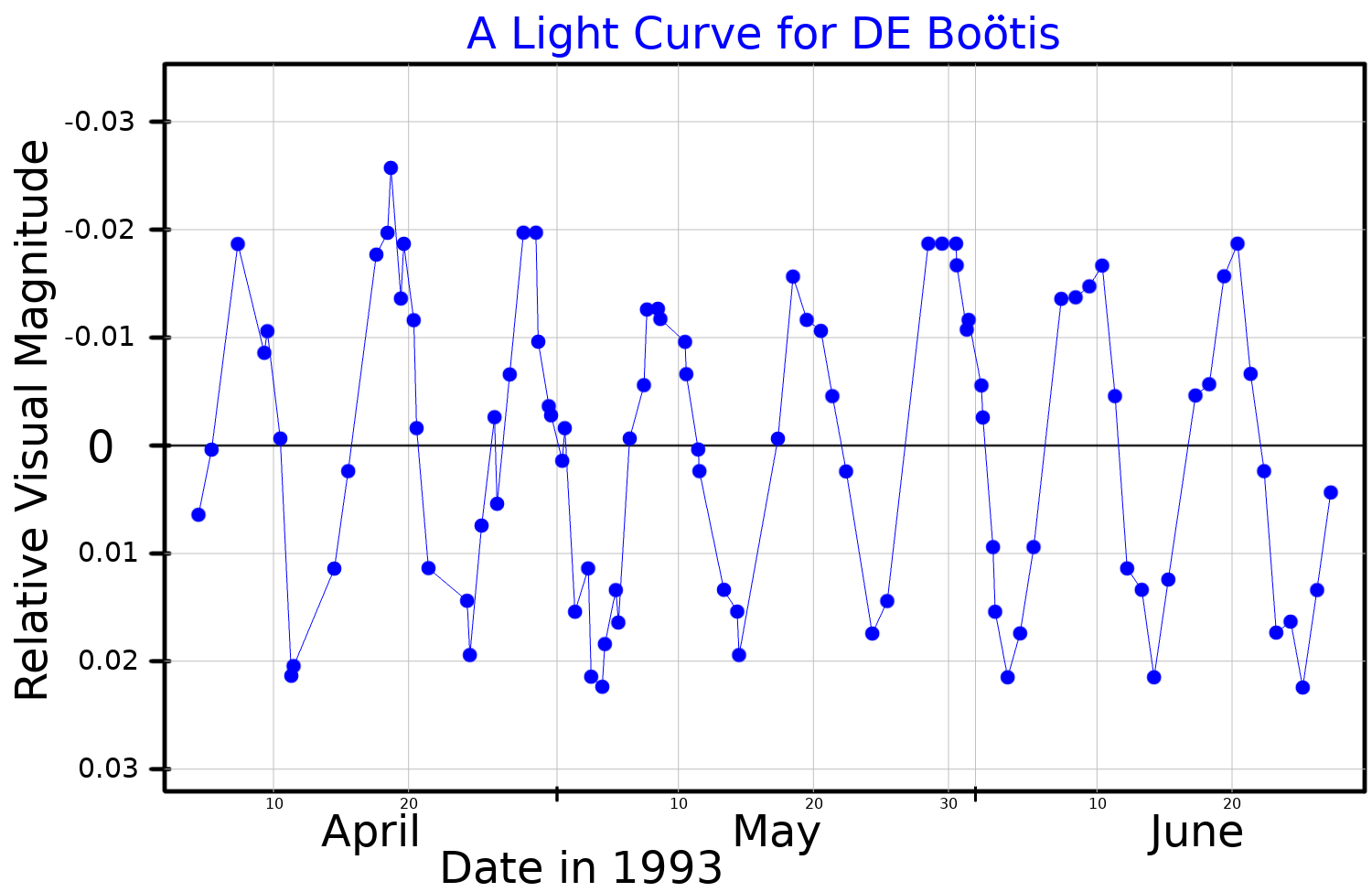
Lichtkromme van HR 5553

HR 5553 is een tweevoudige ster met een spectraalklasse van K0.5V en ?. De ster bevindt zich 37,93 lichtjaar van de zon.